# Mika Boorem
Mika Sue Boorem (Tucson, 18 de agosto de 1987) es una actriz estadounidense de cine y televisión, que ha actuado en las películas Blue Crush (2002), Carolina (2003), Sleepover (2004) y Smile (2005). nació en Tucson, Arizona, hija de Holly Sue y Benjamin Melvin Boorem.
Fue nominada al premio Teen Choice Award por su papel en Dawson's Creek. En 2008, Boorem apareció en el videoclip "Light On" del músico David Cook.

## Filmografía
| Año  | Título                                      | Personaje        | Observaciones |
| ---- | ------------------------------------------- | ---------------- | ------------- |
| 1995 | Whisper of the Heart                        | Kinuyo (voz)     |               |
| 1997 | Pequeño cherokee (Education of Little Tree) | Niña             |               |
| 1998 | Jack Frost                                  | Natalie          |               |
| 1998 | Mighty Joe Young                            | Jill             |               |
| 1999 | Things You Can Tell Just by Looking at Her  | June             |               |
| 2000 | El patriota                                 | Margaret Martin  |               |
| 2001 | Along Came a Spider                         | Megan Rose       |               |
| 2001 | Hearts in Atlantis                          | Carol Gerber     |               |
| 2001 | Riding in Cars with Boys                    | Beverly Donofrio |               |
| 2002 | Blue Crush                                  | Penny Chadwick   |               |
| 2003 | Carolina                                    | Maine Mirabeau   |               |
| 2004 | Dirty Dancing: Havana Nights                | Susie Miller     |               |
| 2004 | Sleepover                                   | Hannah           |               |
| 2005 | Smile                                       | Katie            |               |
| 2006 | The Initiation of Sarah                     | Sarah            |               |
| 2008 | Trucker                                     | Mujer joven      |               |
| 2009 | 2 Bobs                                      | Skull Muncher    |               |
| 2010 | The Ward                                    | Alice            |               |
| 2011 | 1 Out of 7                                  | Krisi            |               |
| 2011 | Good Day for It                             | Emily            |               |
| 2012 | Dark Desire                                 | Erin             |               |
| 2012 | Awake                                       | Caylie           | Cortometraje  |
| 2013 | Out To Lunch                                | Madison          | Cortometraje  |
| 2014 | Dweller                                     | Claire Kingsley  |               |

| Año       | Título                     | Personaje         | Observaciones                       |
| --------- | -------------------------- | ----------------- | ----------------------------------- |
| 1996      | The Burning Zone           | Niña              | Episodio: "Piloto"                  |
| 1996      | Touched by an Angel        | Melissa Houghton  | Episodio: "A Joyful Noise"          |
| 1997      | The Drew Carey Show        | Sarah             | Episodio: "Drew Gets Married"       |
| 1997      | A Walton Easter            | Carla             |                                     |
| 1997      | Sabrina, the Teenage Witch | Zelda             | Episodio: "The Great Mistake"       |
| 1997      | Ally McBeal                | Ally              | Episodio: "Piloto"                  |
| 1997–1998 | The Tom Show               | Alissa Amross     | 19 episodios                        |
| 1998      | Walker, Texas Ranger       | Jennifer McGuire  | Episodio: "Second Chance"           |
| 1998      | Touched by an Angel        | Cornelia 'Celine' | Episodio: "Psalm 151"               |
| 1999      | Providence                 | Zoe               | Episodio: "Home Again"              |
| 1999      | A Memory in My Heart       | Lily Stewart      |                                     |
| 2000      | Touched by an Angel        | Celine            | Episodio: "Mother's Day"            |
| 2002–2003 | Dawson's Creek             | Harley Hetson     | 6 episodios                         |
| 2003      | Touched by an Angel        | Cornelia          | Episodio: "At the End of the Aisle" |
| 2006      | Augusta, Gone              | Augusta           |                                     |
| 2006      | The Initiation of Sarah    | Sarah Goodwin     |                                     |
| 2007      | House                      | Hannah Morganthal | Episodio: "Insensitive"             |
| 2007      | Jesse Stone: Sea Change    | Cathleen Holton   |                                     |
| 2008      | Ghost Whisperer            | Olivia Keller     | Episodio: "Bloodline"               |